# Silberadler
Der Silberadler (Hieraaetus wahlbergi, Synonym: Aquila wahlbergi), auch Wahlbergsadler genannt oder Wahlbergadler geschrieben, ist ein in der Afrotropis vorkommender Greifvogel aus der Familie  der Habichtartigen (Accipitridae), der in seiner Größe etwa dem eines Milans entspricht. Der Vogel wurde nach Johan August Wahlberg benannt.
Die Bestandssituation des Silberadlers wurde 2021 in der Roten Liste gefährdeter Arten der IUCN als „Least Concern (LC)“ = „nicht gefährdet“ eingestuft. Es werden keine Unterarten unterschieden.

## Erscheinungsbild

### Körpermaße
Der Silberadler erreicht eine Körperlänge von 53 bis 61 Zentimeter, wovon beim Männchen 21,5 bis 23 Zentimeter auf das Schwanzgefieder entfallen, beim Weibchen zwischen 23,5 und 25 Zentimeter. Die Flügel haben bei den Männchen eine Länge von 40 bis 43,5 Zentimeter, bei den Weibchen von 43,5 bis 44,5 Zentimeter. Die Flügelspannweite beträgt 130 bis 146 Zentimeter. Das Gewicht liegt bei den Männchen zwischen 437 und 845 Gramm, die Weibchen werden bis zwischen 670 und 1400 Gramm schwer. Die Augen adulter Vögel sind gelb. Der Schnabel ist blaugrau, die Wachshaut ist grünlich gelb. Die Füße sind bei beiden Geschlechtern gelb. Abgesehen vom Größenunterschied gibt es keinen auffälligen Geschlechtsdimorphismus.

### Farbmorphen
Der Silberadler kommt in einer Reihe von Farbmorphen vor, die von dunkelbraun bis zu überwiegend weiß gefiederten Individuen reicht. Die häufigste Farbamorphe hat ein sepiafarbenes Gefieder. Ihnen allen gemeinsam ist das im Vergleich zum Körper kleine Gesicht, eine kleine, häufig nicht klar erkennbare Federhaube und weitgehend gefiederte Läufe. Der Schwanz ist im Vergleich zur Körpergröße lang und die langen Flügel erreichen fast die Schwanzspitze.
Bei den dunklen Farbmorphen sind die Flügeldecken entweder heller oder sie haben hellere Federsäume. Gelegentlich sind auch die Bauch- oder die Kopfseiten im Vergleich zu dem übrigen Gefieder aufgehellt. Bei den deutlich selteneren hellen Farbmorphen sind Flügeldecken, Arm- und Handschwingen sowie der Bürzel gewöhnlich graubraun, das Schwanzgefieder ist schwärzlich. Die meisten dieser Individuen haben am Kopf oder auf der Brust schwärzliche Längsstriche. Daneben gibt es Farbmorphen mit einem blassbraunen oder dunkelbraunen Gefieder, mit schwärzlichem oder weißlichem Kopf.

## Verwechslungsmöglichkeiten

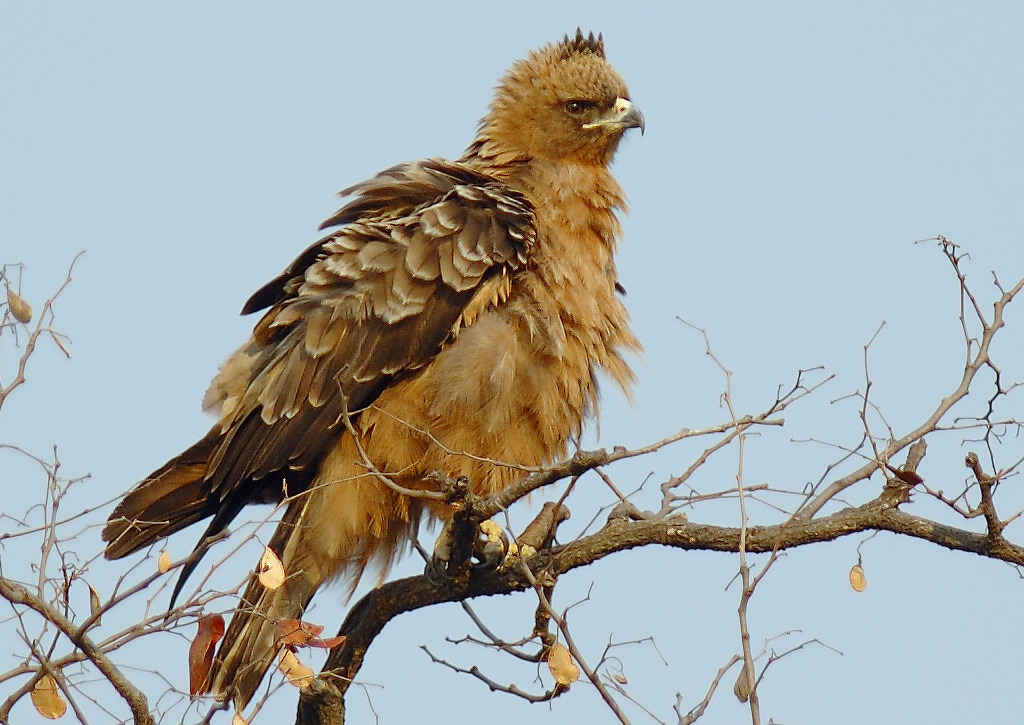
Silberadler mit gesträubten Gefieder und erkennbarer Federhaube. Individuen mit einem Gefieder in warmen Sepiatönen kommen am häufigsten vor

Der Silberadler kann vor allem mit dem Zwergadler verwechselt werden, der ebenfalls in hellen und dunklen Farbmorphen vorkommt. Bei dieser Art sind helle Farbmorphen häufiger anzutreffen. Zu den Unterscheidungsmerkmalen bei den dunklen Farbmorphen beider Arten gehört ein heller, U-förmiger Fleck im Übergangsbereich vom Rückengefieder zum Schwanzgefieder und ein aufgehellter Schulterbereich, der so nur für den Zwergadler typisch ist. Helle Farbmorphen des Zwergadlers haben einen dunkleren Kopf.
Braune Farbmorphen des Silberadlers lassen sich von anderen dunklen Greifvögeln, wie beispielsweise dem Schwarzmilan und der Froschweihe, durch die befiederten Läufe unterscheiden.

## Verbreitungsgebiet
Der Silberadler ist ein Greifvogel der Afrotropis. Sein Verbreitungsgebiet reicht vom Süden Mauretaniens, Senegals und Gambias bis zum Sudan, Eritrea und Äthiopien. In südlicher Richtung erstreckt sich sein Verbreitungsgebiet über den Osten Afrikas bis nach Botswana und den Norden und Osten der südafrikanischen Republik. Er kommt auch in Angola sowie dem Norden und Landesinneren von Namibia vor. Bei den im nördlichen Teil des Verbreitungsgebietes beobachteten Silberadlern handelt es sich gewöhnlich um nichtbrütende Individuen. Zu den Verbreitungsschwerpunkten gehören unter anderem Kenia und Tansania, sowie Malawi, Mosambik und Simbabwe. Er fehlt in den waldreichen Regionen im Süden Kameruns sowie in Gabun, dem Kongo und der Zentralafrikanischen Republik.

## Zugverhalten

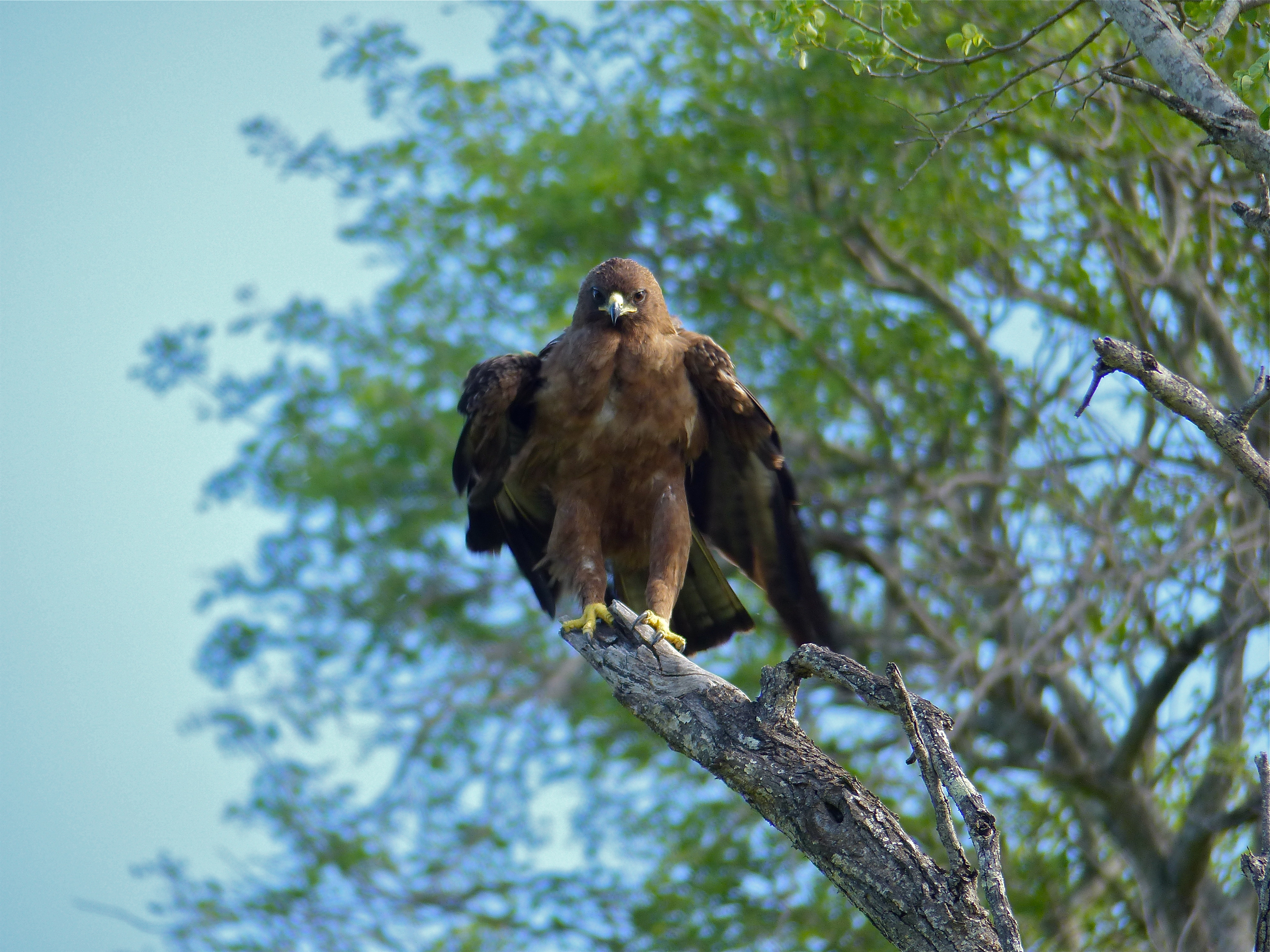
Dunkle Farbmorphe

Nur kleine Teile der Populationen sind Standvögel oder ziehen nur über kurze Distanzen. Der größere Teil des Bestands sind Langstreckenzieher, wobei einzelne Vögel vom Osten der Südafrikanischen Republik bis in den Süden des Sudans ziehen. Populationen südlich einer Linie, die von Angola, über Namibia und Malawi bis nach Mosambik reichen, ziehen nach der Brutzeit nach Norden und sind von Februar/April bis Ende August im Süden Afrikas nicht zu beobachten. In dieser Zeit ist auch der Populationsbestand in Tansania und Kenia am niedrigsten. Während dieses Zuges sind in Teilen des Zentralafrikanischen Grabens ziehende Silberadler in großer Zahl zu sehen. Ihre Rückkehr beginnt Ende Juli und zieht sich bis Anfang September hin. Telemetrische Untersuchungen haben dabei belegt, dass die südlichsten Populationen am weitesten nach Norden ziehen und dabei Populationen „überfliegen“, die weit weniger ausgeprägte Zugbewegungen zeigen oder zum Teil sogar Standvögel sind. Die westafrikanischen Populationen, deren Verbreitungsgebiet nördlich des Äquators liegt, zeigen zwar auch Zugbewegungen, ziehen aber deutlich kürzere Strecken.

## Lebensraum
Der Silberadler kommt in schütter bewaldeten Regionen, Savannen, in Wäldern entlang von Flussläufen, in der Dornbuschsavanne, auf offenem Grasland und in Regionen mit einem dichten Mosaik an offenen und bewaldeten Flächen vor. Er meidet aride Regionen sowie Gebirge. In Äthiopien brütet er allerdings auch im Hochland. Seine Höhenverbreitung reicht von den Tiefebenen bis in Höhenlagen von 1800 Metern. Vereinzelt kommt er auch auf 2800 Metern vor.

## Lebensweise

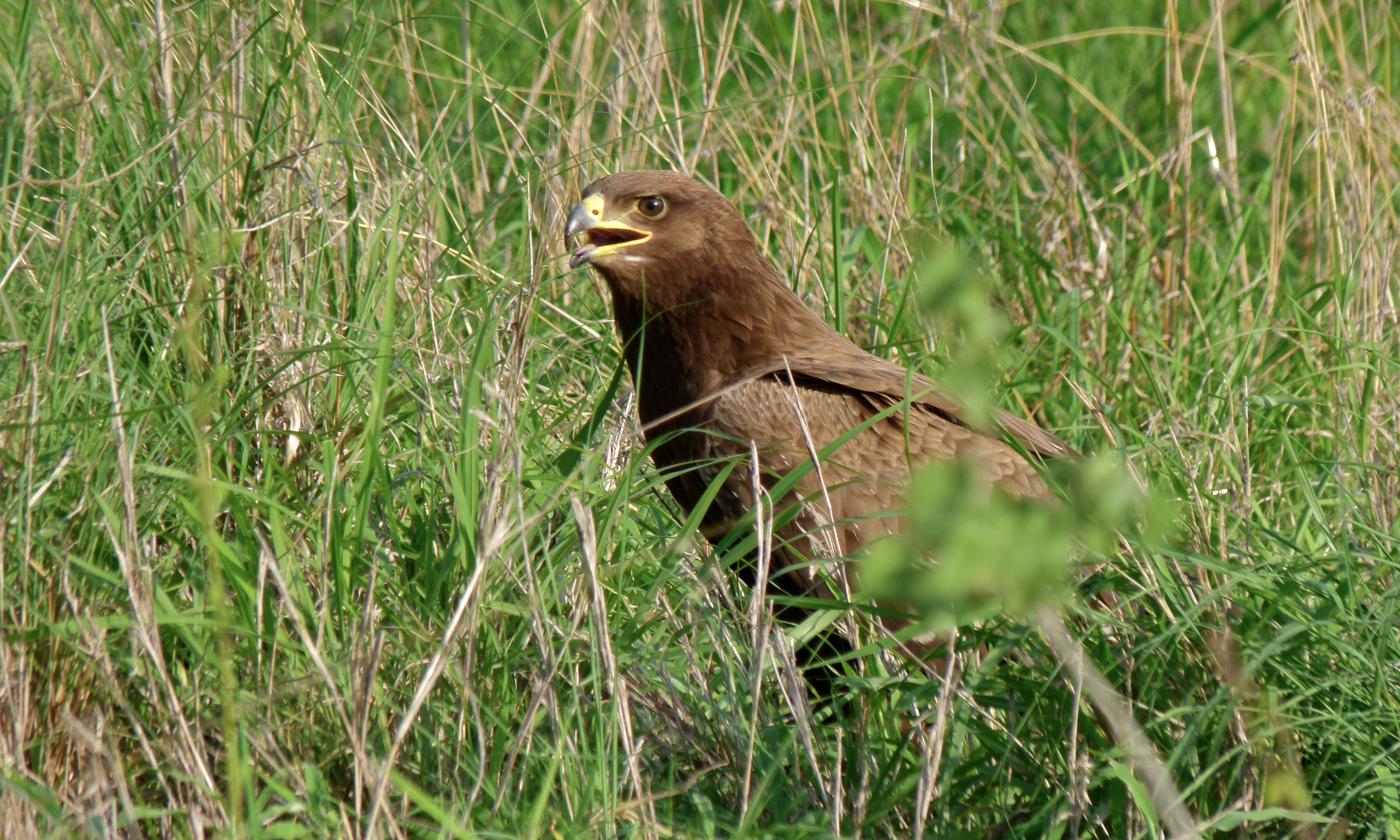
Braune Farbmorphe

Abgesehen vom Zug, wenn mitunter große, lockere Schwärme zu sehen sind, lebt der Silberadler einzelgängerisch oder paarweise. Seine Nahrung besteht aus Reptilien, Säugetieren und Vögeln. Bei den meisten Silberadlern dominiert keine dieser Gruppen. Daneben frisst er aber auch Frösche und Insekten wie Käfer, Heuschrecken und Termiten.
Bei den Säugetieren, die er schlägt, handelt es sich meistens um Nagetiere, gelegentlich auch junge Schliefer sowie Fledermäuse. Das Spektrum an Vögeln, die er schlägt, ist sehr groß und reicht von Lerchen und den Nestlingen von Staren über Perlhühner, Reiher und kleine Greifvogelarten. Auch Eulen zählen gelegentlich zu seinem Beutespektrum. Ein intensiver beobachtetes Brutpaar an Silberadlern zog seinen Nachwuchs ausschließlich mit Nestlingen von Schwarzhals- und Kuhreihern groß. Sie erbeuteten die Nestlinge, indem sie über der Brutkolonie kreisten und sich dann auf die Nester herabfallen ließen, um Nestlinge zu greifen. Gelegentlich arbeitete das Brutpaar auch zusammen, indem einer der beiden Vögel so dicht über der Kolonie kreiste, dass die adulten Reiher aufflog und der zweite Silberadler dies nutzte, um junge Reiher zu erbeuten. Sie sind aber auch Ansitzjäger, die von einem exponierten Ast nach Beute Ausschau halten. Während Buschbränden fangen sie auch Insekten, die von dem Feuer aufgescheucht werden. Silberadler wurden auch schon dabei beobachtet, wie sie dem Schopfadler Beutetiere abjagten.

## Fortpflanzung
Die Brutzeit des Silberadler fällt im größten Teil des Verbreitungsgebietes in den Zeitraum von November bis Februar. Lediglich westafrikanische Populationen, die nördlich des Äquators leben, brüten im Zeitraum von Juni bis November.
Das Nest ist vergleichsweise klein und hat einen Durchmesser von 45 bis 80 Zentimeter und ist zwischen 25 und 60 Zentimeter hoch. Es befindet sich gewöhnlich 8 bis 12 Meter über dem Erdboden. Zu den bevorzugten Nistbäumen gehören Akazien, Baobabs und Eukalyptusbäume. Die Nistbäume stehen häufig in der Nähe zu Gewässern.
Das Gelege umfasst ein bis zwei Eier, die 44 bis 46 Tage bebrütet werden. Die Nestlinge sind gewöhnlich in einem Alter von 70 bis 75 Lebenstagen flügge.